# Chemin de fer du Haut-Rhône
Le Chemin de fer du Haut-Rhône est un chemin de fer touristique français à voie étroite, situé dans la vallée du Rhône, en amont de Lyon sur le territoire des communes de Montalieu-Vercieu et Porcieu-Amblagnieu, dans le département de l'Isère. Cette région est appelée le Haut-Rhône dauphinois.
Le nom de ce train touristique reprend celui d'un ancien tramway établi sur voie normale, qui circule entre Sault-Brénaz et Brégnier-Cordon, de 1911 à 1939, à proximité mais sur la rive opposée du Rhône, dans le département voisin de l'Ain.

## La ligne
La ligne mesure 4 kilomètres, elle est construite à l'écartement de 60 cm. Le tracé reprend la plate forme de la ligne d'Ambérieu à Montalieu-Vercieu partiellement déclassée.
L'origine de la ligne est l'ancienne gare de Montalieu PLM qui est située à proximité du complexe de loisirs de la Vallée Bleue. Après un trajet de 2 km dans le bois du Corniolay, la ligne atteint la rive gauche du Rhône, face aux falaises du Bugey. Le voyage se poursuit en longeant les berges du fleuve en passant par un petit arrêt au lieu-dit La Dangereuse jusqu'au pont du barrage de Sault-Brenaz. Là, une voie d'évitement permet le retournement de la machine pour repartir vers Montalieu. 
Le matériel roulant est composé de véhicules ferroviaires anciens faisant le charme de l'exploitation. La traction des trains est assurée par une locomotive à vapeur de type 040 krauss DFB de 1914 depuis l'année 2014. Elle succède à la 030 Decauville qui ayant une fuite de chaudière est en cours de réparation.

## Histoire

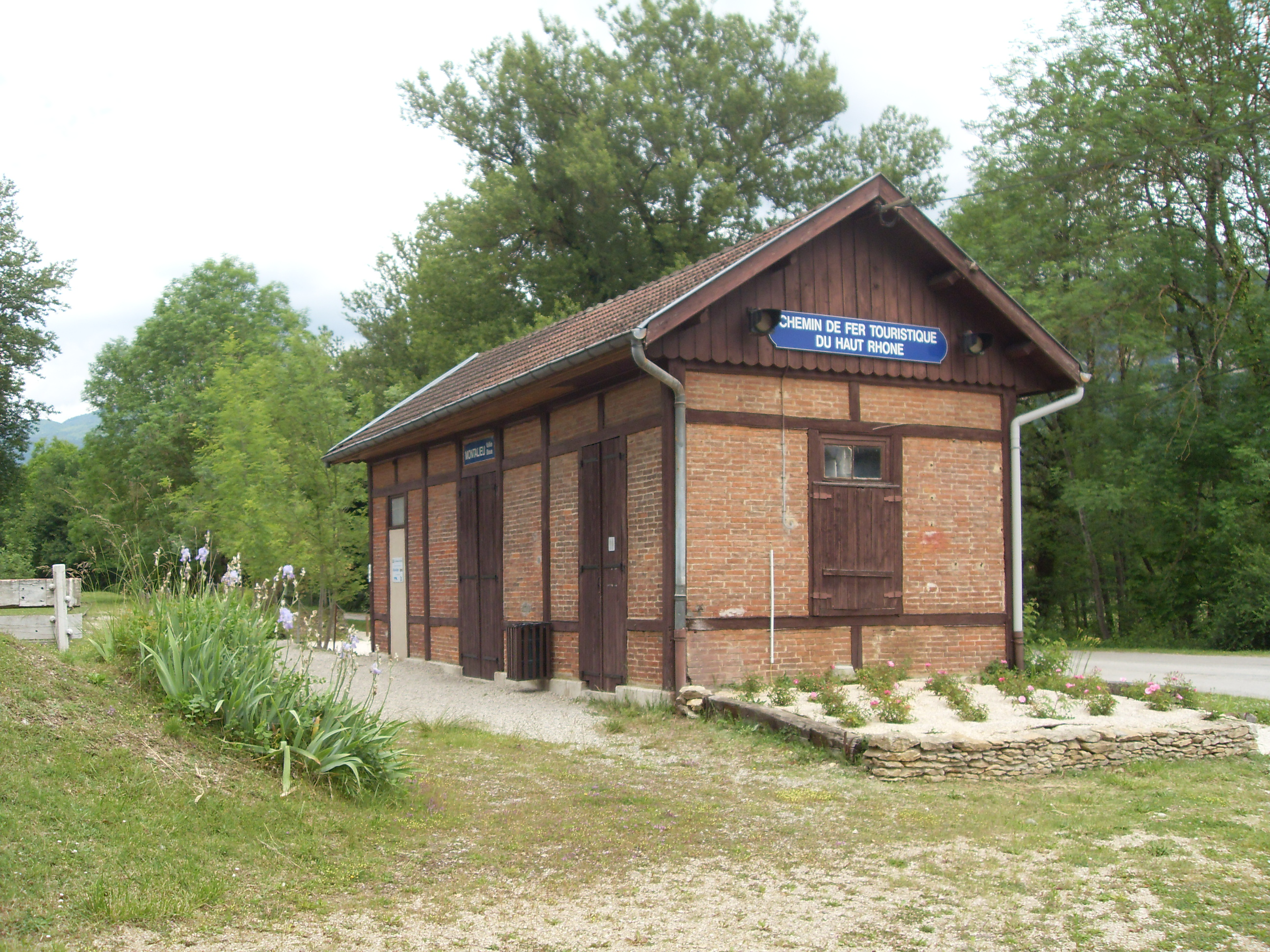
Gare de Montalieu

L'histoire du Chemin de fer du Haut-Rhône commence avec la création d'une ligne de chemin de fer, entre Lagnieu et Montalieu, concédée à la compagnie des Dombes  et ouverte le 5 septembre 1875, et rétrocédée au PLM, en 1883. 
Cette ligne franchissait le Rhône entre Villebois et Montalieu sur un pont. La destruction de ce pont le 19 juin 1940 par l'armée française arrêtera toutes circulations. La compagnie du "Chemin de fer de l'Est de Lyon (E.L) assura provisoirement l'exploitation de la gare de Montalieu, reliée uniquement à son réseau, à partir de novembre 1940. Le trafic consistait en une desserte de la gare, via l'embranchement Sablonnières-Montalieu du réseau EL. Il cessa à la fin de l'année 1952.
En 1986, Monsieur Jean Arrivetz, est à la recherche d'un site pour héberger un chemin de fer à voie de 60 cm. Il étudie le potentiel touristique de cette ligne, dont la plate forme et la gare existent toujours, et la possibilité technique de réaliser une voie ferrée. Une voie étroite à l'écartement de 60 centimètres, est alors posée dans la gare et sur l'ancienne plateforme de la ligne PLM, puis le long du Rhône. Le matériel roulant provient de l'ancien Chemin de fer Touristique de Meyzieu, dont l'exploitation s'est arrêtée en 1971. Ce chemin de fer avait été déjà créée en 1960, par Monsieur Arrivetz.
La ligne est ouverte le 9 juillet 1988, entre Montalieu et le site de la "Dangereuse". Elle est prolongée en 1989, jusqu'au barrage de Sault-Brénaz.  Dès l'ouverture, les trains sont assurés en traction Diesel, et en 1993,  une locomotive à vapeur circule sur la ligne. Depuis 1993, seule la traction vapeur est utilisée pour l’exploitation. 
Le 25 octobre 1999, une association est créée pour gérer le Chemin de fer du Haut Rhône. Un petit groupe de 12 passionnés bénévoles assurent seuls la gestion, l’entretien du matériel et de la voie ferrée ainsi que l’exploitation de Pâques à la Toussaint chaque année à bord d'un authentique train à vapeur du début du XXe siècle précédés par des visites de la machine ainsi que des visites guidées de la collection et dégustation de boissons dans la voiture bar ex-Tramway de Valenciennes. En parallèle, une exploitation en vélorail est effectuée tous les jours sur la même période avec les mêmes horaires.

## Matériel roulant

### Locomotives à vapeur

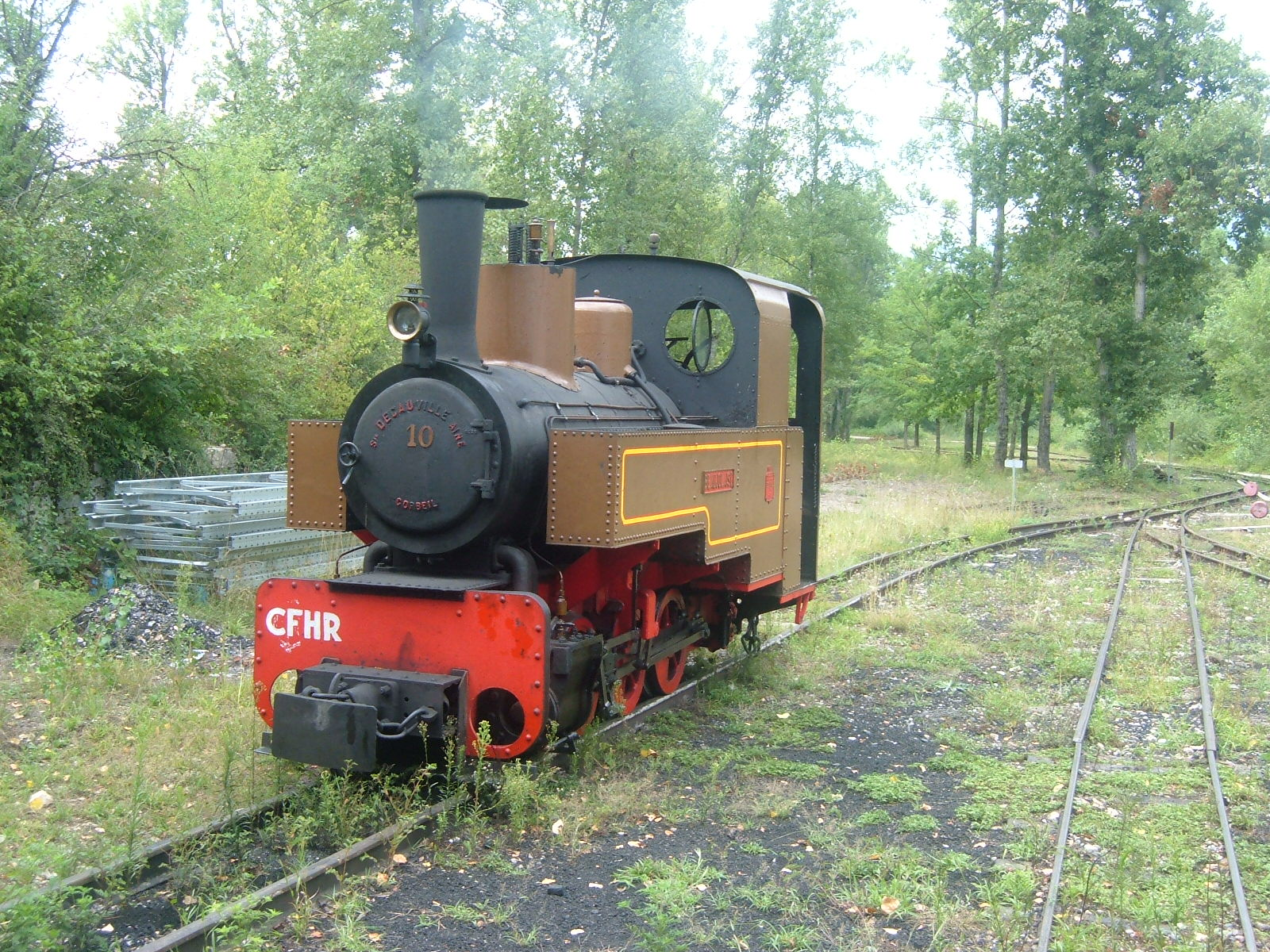
Locomotive 030 "La Beaujolaise"

- 020T Decauville, (892/1912), elle fut utilisée dans les carrières de Courzieu (Rhône) puis par le Chemin de Fer de Meyzieu jusqu'en 1965 ;
- 030T Decauville, (1797/1922), "La Beaujolaise", 1921, ex-carrières du Moulin neuf à Luzy, (Nièvre) ;
- 040T Krauss  (6999/1914), DFB 743, ex-tuileries Lambert, Chagny. prise de guerre, ex-Régions Libérées ;
- 040T Franco-Belge, Raismes, (2844/1944), type KDL 11[2], ex-Tramway de Pithiviers à Toury 4-13. Elle est aujourd'hui préservée par l'Association pour la Préservation et l'Entretien du Matériel à Voie Etroite à Saint-Germain-d'Arcé (72).

### Locomotives diesels
- Billard T1, 1933, ex Société Sucrière Saint-Germainmont (Ardennes).1967 CFTM /1988 CFHR, de 1988 à 1993  seul engin à assurer le service voyageur.
- Billard T2, ex sucrerie de Pithiviers le vieil, acquis par le CFTM en 1968.
- Maffei 5908 / 1930, ex chemin de fer Lausanne-Echalens-Bercher (Suisse) acquis par le CFTM en 1963
- Plymouth, ex Cimenteries de Quentin (59), il a été construit en 1946 et a été amené en Europe dans le cadre du plan Marshall. Il assure toutes les manœuvres et tous les trains de travaux de l'association.

### Voitures Voyageurs

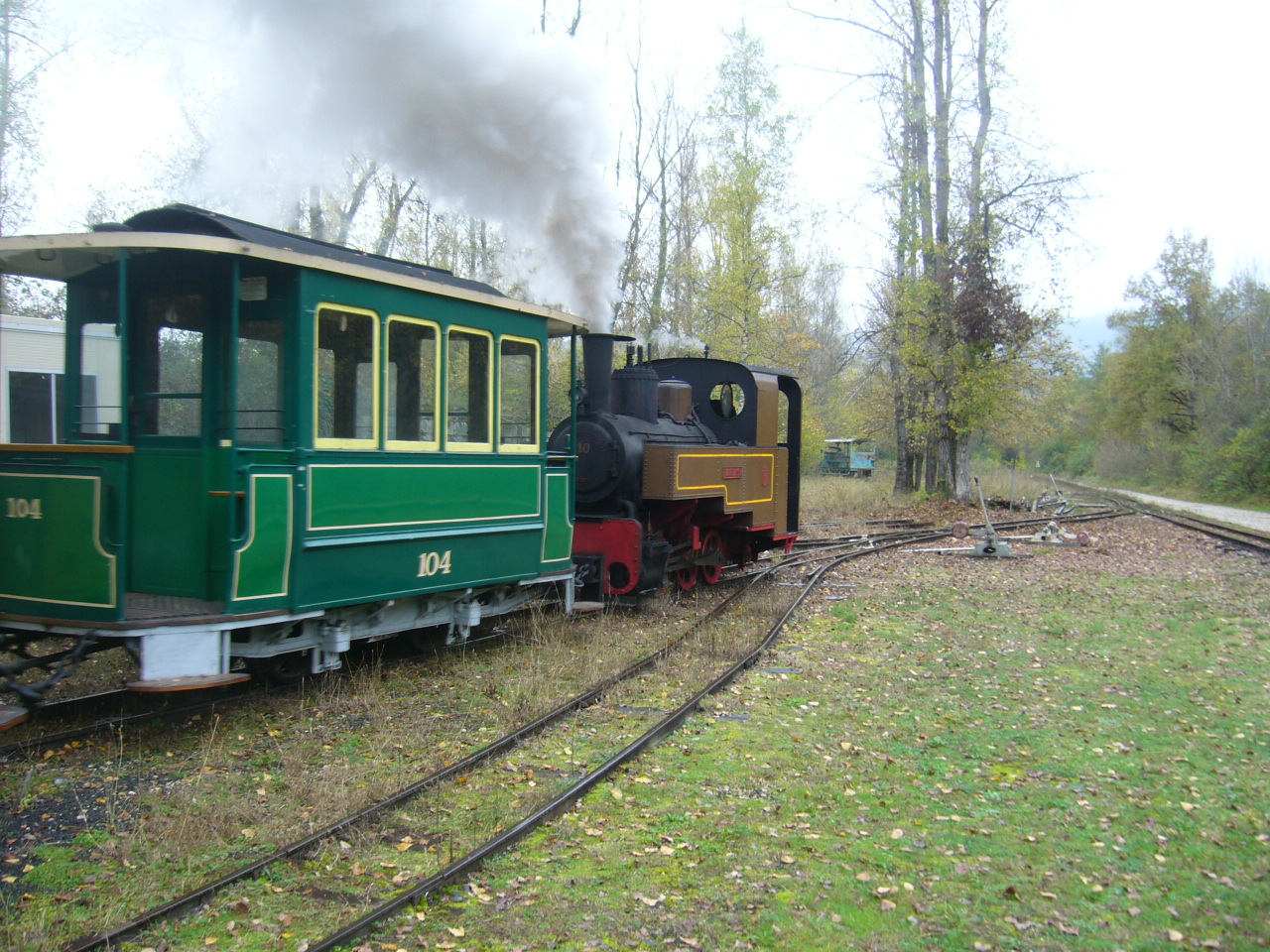
Voiture 104 ex Tramways de Neuchatel

- 2 voitures à essieux, nos 101, 104, ex Tramway de Neuchatel (Suisse)
- 2 voitures à essieux, nos 143, 160, ex Tramway de Valenciennes
- 2 voitures à bogies, nos 51, 52, construites sur châssis Deutsche Feldbahn (DFB)

### Wagons
- Wagon couvert Decauville, K29 (toit à deux pans), 1911, prêté au musée de La Barque
- Wagon couverts Decauville, K33 (toit rond), 1911, prêté au musée de La Barque
- Wagon couvert à bogies, K 104 Decauville ex Tramway de Pithiviers à Toury
- Wagon tombereau, ex sucrerie de Maizy, no 31  gris,
- Wagon tombereau, ex sucrerie de Maizy, no 116, vert, prêté au musée de La Barque
- Wagon plat à bogies DFB, prêté au musée de La Barque.
- Wagon plat à bords rabattables, pour le transport du ballast, no 1, ex Sucrerie de Maizy